# 雅玛里克山街道
雅玛里克山街道又称雅山街道，是中华人民共和国新疆维吾尔自治区乌鲁木齐市沙依巴克区下辖的一个乡镇级行政单位。

## 行政区划
雅玛里克山街道下辖以下地区：
青年社区、校园社区、铁东社区、南站社区、泰裕社区、青峰社区、铁西社区、秀园社区、古丽斯坦社区、光明社区、冷库山社区、雪莲社区、宝山社区、西虹社区和南梁坡社区。